# Nuncjatura Apostolska na Białorusi
Nuncjatura Apostolska na Białorusi – misja dyplomatyczna Stolicy Apostolskiej w Republice Białorusi. Siedziba nuncjusza apostolskiego mieści się w Mińsku.

## Historia
11 listopada 1992 papież św. Jan Paweł II utworzył Nuncjaturę Apostolską na Białorusi.